# Daisuke Matsui

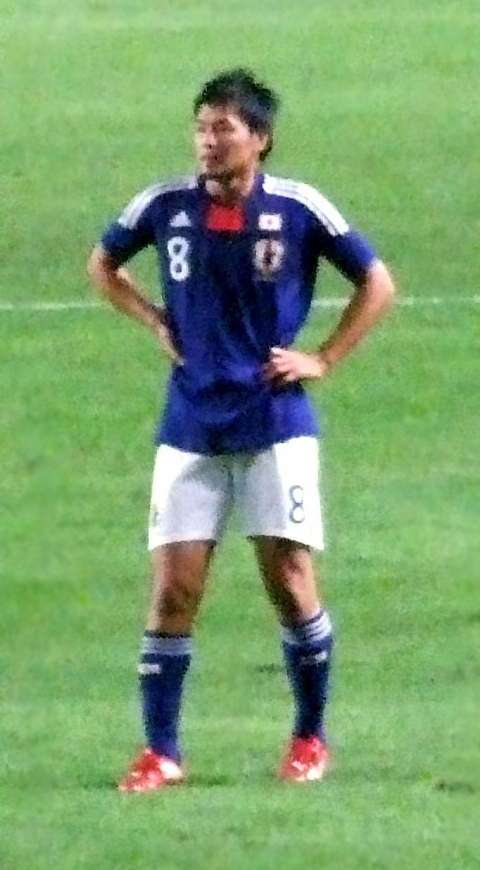
Daisuke Matsui als Nationalspieler (2010)

Daisuke Matsui (jap. 松井 大輔, Matsui Daisuke; * 11. Mai 1981 in Kyōto, Japan) ist ein japanischer ehemaliger Fußballspieler auf der Position eines Mittelfeldspielers. Er ist mit der Schauspielerin Rosa Kato verheiratet.

## Karriere
Er begann das Fußballspielen an der Kagoshima Commercial High School, die bereits vor ihm zahlreiche Profifußballer, unter anderem auch Yasuhito Endō hervorgebracht hatte. Nach seinem Schulabschluss unterschrieb Matsui im Jahr 2000 einen Profivertrag bei Kyōto Purple Sanga. Nach seiner ersten Saison stieg der Klub ab, doch Matsui half der Mannschaft, den direkten Wiederaufstieg zu schaffen. Auch 2003, als der technisch versierte Spielmacher sein Länderspieldebüt feierte, konnte Kyōto den Abstieg nicht verhindern.
Nachdem Matsui beim olympischen Fußballturnier 2004 auf sich aufmerksam gemacht hatte, wurde er auf Leihbasis vom damaligen französischen Zweitligisten UC Le Mans verpflichtet. Seine Spielübersicht und Dribblings brachten ihm bei den Fans den Spitznamen die Sonne von Le Mans ein. Nach der ersten Saison, in der Daisuke Matsui 25 Partien bestritt und dabei drei Tore erzielte, nahm der Klub den Spielmacher endgültig unter Vertrag. 2005 stieg er mit UC Le Mans in die Ligue 1 auf. Er blieb insgesamt vier Jahre bei Le Mans, bevor er sich dem AS Saint-Étienne anschloss und dort einen Vertrag bis 2011 erhielt. Dort konnte er sich allerdings nicht durchsetzen und wechselte 2009 zu Grenoble Foot 38.
Im August 2010 wechselte Matsui nach Russland zu Tom Tomsk. Nach nur einem halben Jahr und sieben Spielen kehrte er zurück zu Grenoble Foot 38.
Mit der japanischen Nationalmannschaft qualifizierte er sich für die Fußball-Weltmeisterschaft 2010 in Südafrika, wo die Mannschaft im Achtelfinale erst im Elfmeterschießen an Paraguay scheiterte. Matsui wurde beim Turnier in Südafrika in allen vier Spielen eingesetzt.
Zur Saison 2011/12 wechselte er innerhalb der Ligue 1 zum FCO Dijon. Jedoch kam er auf nur 3 Einsätze in der Ligue 1 und wechselte nach der Saison den Verein. Er unterschrieb beim bulgarischen Verein Slawia Sofia. In der bulgarischen Liga kam Daisuke Matsui 11 Mal zum Einsatz, erzielte aber kein einziges Tor. Zur Saison 2012/13 wechselte er nach Polen zu Lechia Gdańsk. Für die 2014 Saison unterschrieb er bei Júbilo Iwata. Im Sommer 2017 wechselte er zum polnischen Erstligisten Odra Opole. Im Januar 2018 wechselte er zum Yokohama FC. Hier stand er bis Anfang Dezember 2020 unter Vertrag. Für Yokohama bestritt er 36 Ligaspiele. Die Saison 2021 stand er bis zu dessen Abbruch beim vietnamesischen Erstligisten Sài Gòn FC unter Vertrag. Für den Verein aus Ho-Chi-Minh-Stadt stand der siebenmal in der ersten Liga auf dem Spielfeld. Nach Beendigung der Liga pausierte er von September 2021 bis Januar 2022. Am 21. Januar 2022 unterzeichnete er in Yokohama einen Vertrag beim japanischen Drittligisten YSCC Yokohama.

## Erfolge
- Spieler des Monats der Ligue 1: Januar 2006